# Calamorhabdium kuekenthali
Calamorhabdium kuekenthali — вид змій родини полозових (Colubridae). Ендемік Індонезії.

## Поширення і екологія
Calamorhabdium kuekenthali є ендеміками острова Бачан в архіпелазі Молуккських островів. Вони живуть у вологих рівнинних тропічних лісах.